# Thomas Kühn
Thomas Kühn (* 15. September 1943) ist ein ehemaliger deutscher Fußballspieler, der von 1964 bis 1967 für die BSG Chemie Leipzig in der DDR-Oberliga, der höchsten Spielklasse im DDR-Fußball, aktiv war. Er war an der Meisterschaft 1964 und am Pokalerfolg 1965/66 beteiligt.

## Sportliche Laufbahn
In seiner vierjährigen Karriere in der DDR-Oberliga bestritt Thomas Kühn nur elf Punktspiele für die Betriebssportgemeinschaft (BSG) Chemie Leipzig. Zu seinem ersten Oberligaspiel kam er am 2. Februar 1964, als er anstelle des nicht einsatzbereiten Mittelfeldspieler Horst Slaby in der Begegnung SC Chemie Halle – Chemie Leipzig (0:1) aufgeboten wurde. Damit hatte er einen geringen Anteil an dem überraschenden Meisterschaftsgewinn der Leipziger. In der Spielzeit 1964/65 wurde er nur in der Reservemannschaft eingesetzt. Als Chemie Leipzig in der Saison 1965/66 DDR-Pokalsieger wurde, kam Kühn im Pokalspiel der 2. Hauptrunde zum Einsatz. Im Pokalfinale, das die Leipziger mit 1:0 über Lok Stendal gewannen, war Kühn nicht dabei. Außerdem bestritt er drei der sechs Spiele im Inter-Cup sowie ein Oberligaspiel. In den folgenden Spielzeiten kam Kühn 1966/67 viermal und 1967/68 fünfmal in der Oberliga zum Einsatz. In seiner letzten Leipziger Saison 1968/69 spielte er nur mit der 2. Mannschaft in der drittklassigen Bezirksliga.
Zur Saison 1969/70 wechselte Kühn zur BSG Chemie Böhlen in die zweitklassige DDR-Liga. Dort eroberte er sich sofort einen Stammplatz, denn er bestritt 25 der 30 ausgetragenen Punktspiele. 1970/71 erreichte er dasselbe Ergebnis und erzielte zudem das einzige Tor seiner Laufbahn im höheren Ligabereich. In den Spielzeiten 1971/72 und 1972/73 kam er dann nur noch elf- (von 20 Punktspielen) bzw. zwölfmal (von 22) zum Einsatz. Als er im Sommer 1973 knapp dreißigjährig seine Laufbahn im Leistungsfußball beendete, hatte er eine Bilanz von elf Oberligaspielen und 61 DDR-Liga-Spielen (ein Tor) aufzuweisen.